# Glicoproteína

A glicosilação de proteínas N-ligadas (N-glicosilação de N-glicanos) nos resíduos Asn (motivos Asn-X-Ser/Thr) em glicoproteínas.

As glicoproteínas são proteínas que contêm cadeias de oligossacarídeos (glicanos) covalentemente ligados a cadeias laterais de polipeptídeos. O hidrato de carbono é ligado à proteína numa modificação translacional ou pós-traducional. Este processo é conhecido como a glicosilação. Proteínas extracelulares segregadas são geralmente glicosiladas. Em proteínas que possuem segmentos que se estendem no meio extracelular, os segmentos extracelulares também são glicosiladas. As glicoproteínas são muitas vezes proteínas integrais de membrana importantes, em que desempenham um papel nas interações célula-célula. As glicoproteínas são também formadas no citosol, mas as suas funções e os caminhos que produzem estas modificações neste compartimento são menos compreendidas.
As glicoproteínas são facilmente marcadas com o corante PAS (ácido periódico-Schiff), que é  utilizado na histologia para identificar células com alto conteúdo glicoproteico. As células assim marcadas são ditas PAS+. É um exemplo de célula rica em glicoproteína a célula caliciforme, amplamente distribuída por diversas mucosas do organismo.
Segundo o Baynes, Jonh W. as glicoproteínas são oligossacarídeos ramificados ligados covalentemente a Asp. ou Sr/Thr, e pode ter uma única cadeia de oligossacarídeo N-ligada ou pode ter vários desse tipo de oligossacarídeo. (pag.353, 3a Edição, Bioquímica Medica)